# École normale supérieure (Parijs)

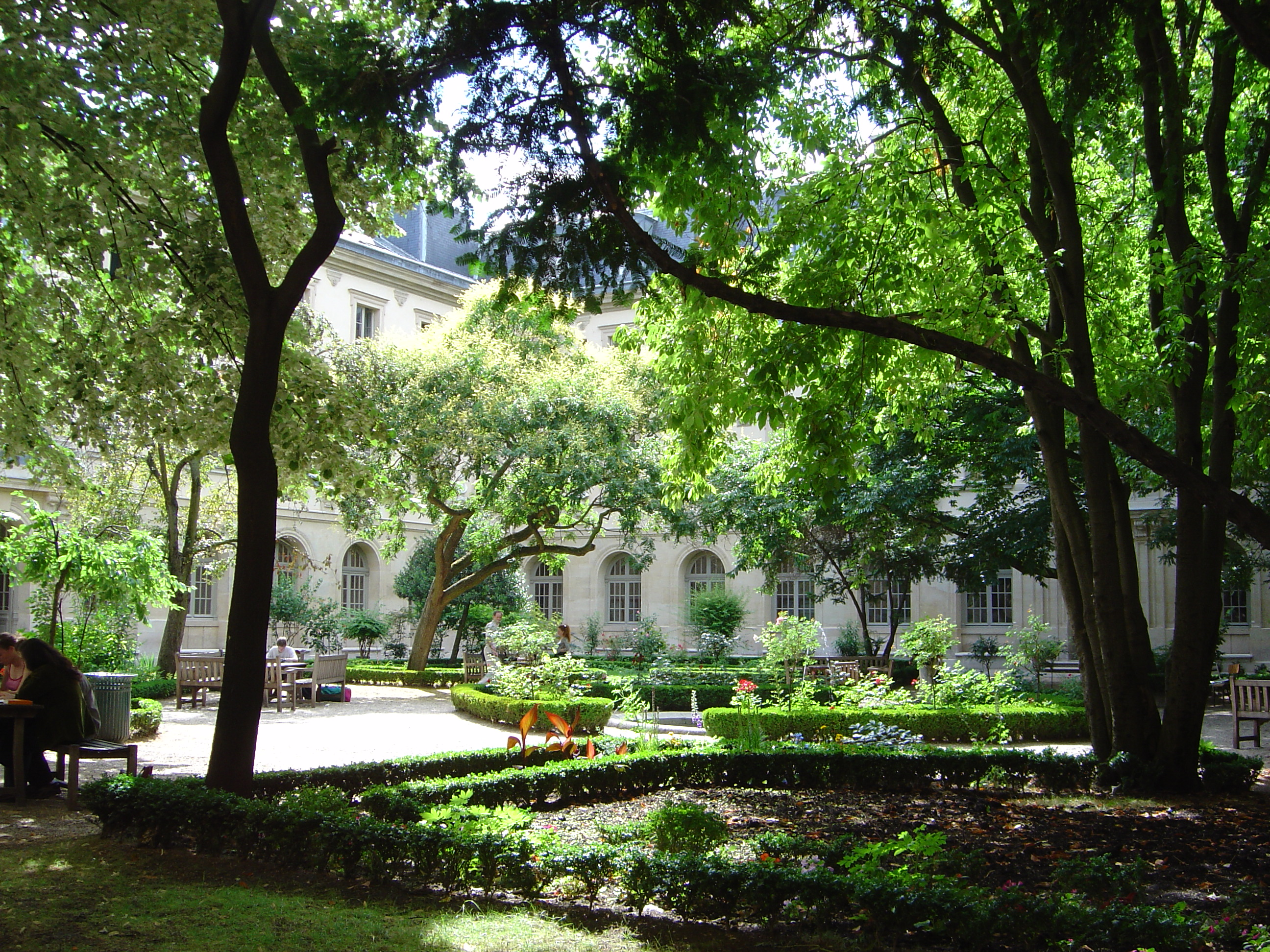
Binnenplein van de ENS in Parijs

De École normale supérieure (ENS, ook wel ENS Paris, ENS Ulm of in de spreektaal Normale Sup') is een Franse onderwijs- en onderzoekinstelling in Parijs, gelegen aan de rue d'Ulm in het 5e arrondissement van Parijs. Het maakt deel uit van de PSL Research University. De ENS is een leerschool voor onderzoekers en docenten, waarbij de nadruk ligt op vrijheid in het curriculum. De ENS wordt gezien als de beste en meest prestigieuze universiteit van Frankrijk en als een van de beste in Europa.
Verscheidene alumni van de ENS hebben hoge onderscheidingen gekregen, waaronder de Fieldsmedaille (voor wiskundigen) en de Nobelprijs. De ENS heeft 14 Nobelprijswinnaars voortgebracht en 10 Fieldsmedalists. Als er wordt gekeken naar hoeveel Fieldsmedalists en Nobelprijswinnaars er zijn voortgebracht per hoofd, ligt dit beduidend hoger dan bij de andere topuniversiteiten. Dit komt mede door de extreem selectieve toelatingsprocedure en het kleinschalige onderwijs. Ook docenten aan de ENS zijn veelal mensen van naam.
In Frankrijk bestaan twee andere grandes écoles met de naam École normale supérieure, namelijk de École normale supérieure de Cachan in Cachan en de École normale supérieure de Lyon te Lyon.